# Androloma
Androloma es un  género de polillas perteneciente a la familia Noctuidae. Es originario de Norteamérica.

## Especies
- Androloma brannani (Stretch, 1872)
- Androloma disparata (H. Edwards, 1884)
- Androloma maccullochii (Kirby, 1837)